# Ji Xinpeng
Ji Xinpeng (em chinês: 吉新鵬; pinyin: Ji Xinpeng; Xiamen, 30 de dezembro de 1977) é um ex-jogador de badminton da República Popular da China.
Conquistou a medalha de ouro nos Jogos Olímpicos de Verão de 2000 em Sydney.